# Joakim Bonnier
Joakim "Jo" Bonnier (Stockholm, 1930. január 31. – Le Mans, 1972. június 11.) svéd autóversenyző, volt Formula–1-es pilóta.

## Pályafutása
Raliversenyzőként kezdte, majd jégpályákon megrendezett futamokon tökéletesítette technikai tudását. Megszerezte az Alfa Romeókkal való versenyzés svéd jogát, Disco Volantejével sportkocsiversenyeken indult. Később vásárolt magának egy Maserati 250F-est, amellyel az 1956-os olasz nagydíjon mutatkozott be. Első teljes versenyévada 1958-ra esett. Eredményei akkor kezdtek el javulni, amikor átigazolt a BRM-hez. Először negyedik lett a marokkói nagydíjon, majd az 1959-es zandvoorti versenyen megszerezte a BRM első nagydíj-győzelmét. Ekkor ért el pályafutása csúcspontjára, a következő másfél évben már csak három ötödik helyezést sikerült szereznie. 1961-1962-ben Porschéval versenyzett, csapattársa, Dan Gurney árnyékában azonban nem sokra vitte. Három évet töltött el Rob Walker csapatában, ahol Brabham és Cooper autókkal több ötödik és hatodik helyezést ért el. Később saját Coopereivel és McLarenjeivel versenyezve 1971-ig tartott ki a mezőnyben. A Formula–1-es pilóták között nagyra tartották, mert ő alapította meg a pályák biztonságának növeléséért harcoló Grand Prix Versenyzők Szövetségét.

## Halála
Az 1972-es Le Mans-i versenyen halt meg.

## Teljes Formula–1-es eredménylistája
(Táblázat értelmezése)

(Félkövér: pole-pozícióból indult; dőlt: leggyorsabb kört futott) 

| Év   | Csapat                                                             | 1      | 2      | 3      | 4      | 5      | 6      | 7      | 8      | 9      | 10     | 11     | 12     | 13  | Helyezés | Pont |
| ---- | ------------------------------------------------------------------ | ------ | ------ | ------ | ------ | ------ | ------ | ------ | ------ | ------ | ------ | ------ | ------ | --- | -------- | ---- |
| 1956 | Maserati                                                           | ARG    | MON    | 500    | BEL    | FRA    | GBR    | GER    | ITA Ki |        |        |        |        |     | -        | 0    |
| 1957 | Scuderia Centro Sud, Joakim Bonnier (Maserati)                     | ARG 7  | MON    | 500    | FRA    | GBR Ki | GER    | PES Ki | ITA Ki |        |        |        |        |     | -        | 0    |
| 1958 | Jo Bonnier, Giorgio Scarlatti, Scuderia Centro Sud (Maserati), BRM | ARG    | MON Ki | NED 10 | 500    | BEL 9  | FRA 8  | GBR Ki | GER Ki | POR Ki | ITA Ki | MOR 4  |        |     | 18.      | 3    |
| 1959 | BRM                                                                | MON Ki | 500    | NED 1  | FRA Ki | GBR Ki | GER 5  | POR Ki | ITA 8  | USA    |        |        |        |     | 8.       | 10   |
| 1960 | BRM                                                                | ARG 7  | MON 5  | 500    | NED Ki | BEL Ki | FRA Ki | GBR Ki | POR Ki | ITA    | USA 5  |        |        |     | 18.      | 4    |
| 1961 | Porsche                                                            | MON Ki | NED 11 | BEL 7  | FRA 7  | GBR 5  | GER Ki | ITA Ki | USA 6  |        |        |        |        |     | 15.      | 3    |
| 1962 | Porsche                                                            | NED 7  | MON 5  | BEL    | FRA 10 | GBR Ki | GER 7  | ITA 6  | USA 13 | RSA    |        |        |        |     | 15.      | 3    |
| 1963 | Walker (Cooper)                                                    | MON 7  | BEL 5  | NED 11 | FRA Hn | GBR Ki | GER 6  | ITA 7  | USA 8  | MEX 5  | RSA 6  |        |        |     | 11.      | 6    |
| 1964 | Walker (Cooper, Brabham)                                           | MON 5  | NED 9  | BEL Ki | FRA    | GBR Ki | GER Ki | AUT 6  | ITA 12 | USA Ki | MEX Ki |        |        |     | 15.      | 3    |
| 1965 | Walker (Brabham)                                                   | RSA Ki | MON 7  | BEL Ki | FRA Ki | GBR 7  | NED Ki | GER 7  | ITA 7  | USA 8  | MEX Ki |        |        |     | -        | 0    |
| 1966 | Anglo-Suisse, Brabham                                              | MON Hn | BEL Ki | FRA Hn | GBR Ki | NED 7  | GER Ki | ITA Ki | USA Hn | MEX 6  |        |        |        |     | 17.      | 1    |
| 1967 | Joakim Bonnier (Cooper)                                            | RSA Ki | MON    | NED    | BEL Ki | FRA    | GBR Ki | GER 5  | CAN 8  | ITA Ki | USA 6  | MEX 10 |        |     | 15.      | 3    |
| 1968 | Joakim Bonnier (Cooper, McLaren, Honda)                            | RSA Ki | ESP    | MON NK | BEL Ki | NED 8  | FRA    | GBR Ki | GER    | ITA 6  | CAN Ki | USA Ki | MEX 5  |     | 22.      | 3    |
| 1969 | Ecurie Bonnier (Lotus)                                             | RSA    | ESP    | MON    | NED    | FRA    | GBR Ki | GER Ki | ITA    | CAN    | USA    | MEX    |        |     | -        | 0    |
| 1970 | Ecurie Bonnier (McLaren)                                           | RSA    | ESP    | MON    | BEL    | NED    | FRA    | GBR    | GER    | AUT    | ITA NK | CAN    | USA Ki | MEX | -        | 0    |
| 1971 | Ecurie Bonnier (McLaren)                                           | RSA Ki | ESP    | MON    | NED    | FRA    | GBR    | GER NK | AUT Ni | ITA 10 | CAN    | USA 16 |        |     | -        | 0    |

## Fordítás
- Ez a szócikk részben vagy egészben  a   Joakim Bonnier című angol Wikipédia-szócikk fordításán alapul.  Az eredeti cikk szerkesztőit annak laptörténete sorolja fel. Ez a jelzés csupán a megfogalmazás eredetét és a szerzői jogokat jelzi, nem szolgál a cikkben szereplő információk forrásmegjelöléseként.